# Worth (Missouri)
Pour les articles homonymes, voir Worth.
Worth est un village, situé au sud du comté de Worth, dans le Missouri, aux États-Unis,. Il est incorporé en 1911.

## Démographie
Lors du recensement de 2010, le village comptait une population de 63 habitants. Elle est estimée, en 2016, à 59 habitants.

### Source de la traduction
- (en) Cet article est partiellement ou en totalité issu de l’article de Wikipédia en anglais intitulé « Worth, Missouri » (voir la liste des auteurs).